# Mighty Barrolle SA
El Mighty Barrolle Sports Association és un club de futbol liberià de la ciutat de Monròvia. Disputa els seus partits a l'estadi Antonette Tubman. És un dels clubs fundadors del futbol al país. Ha guanayt la Lliga liberiana de futbol en tretze ocasions; i la Copa liberiana de futbol vuit cops.

## Palmarès
- Lliga liberiana de futbol:[1]
  - 1967, 1972, 1973, 1974, 1986, 1988, 1989, 1993, 1995, 2001, 2004, 2006, 2009
- Copa liberiana de futbol:[2]
  - 1974, 1978, 1981, 1983, 1984, 1985, 1986, 1995